# Иж (магнитофон)
«Иж» — торговая марка бытовой радиоаппаратуры, в основном магнитофонов, выпускавшихся с 1982 года Ижевским мотозаводом.

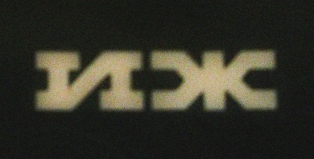
Логотип магнитофона "Иж РМ-207С" (передняя панель)

## Модельный ряд

### «Иж-302»
Монофонический кассетный магнитофон 3-го класса, выпуск с 1982 года. 
Заимствованная модель, по конструкции и схеме совершенно аналогичен одному из вариантов популярного магнитофона «Электроника-302» московского завода «Точмаш», но имел несколько иное оформление.

### «Иж-303С» («Иж М-303 стерео»)
Стереофонический кассетный магнитофон 3-го класса, выпуск с 1984 года. 
Стал первой собственной разработкой Ижевского мотозавода. В нём предусмотрена ручная и автоматическая регулировка уровня записи, функция "автостоп" при обрыве и окончании ленты в кассете, имеются счетчик расхода ленты с устройством памяти, стрелочные индикаторы уровня записи, два встроенных микрофона, система шумопонижения.  Первая, установочная, партия этой модели была сделана к новому, 1985 году в ограниченном количестве – около 300 штук. Официально старт продаж начался с марта 1985-го и продолжался до июня 1992-го.

### «Иж-305С» («Иж М-305С»)
Стереофонический кассетный магнитофон 3-го класса, выпуск с 1985 и 1987 года. 
Магнитофон имел функцию "автостоп", встроенный микрофон и автоматическую регулировку уровня записи. Выпускался в 9 вариантах цветовой гаммы (белый, голубой, красный, серый, чёрный, вишнёвый, фиолетовый, зелёный, жёлтый). Производство магнитофона осуществлялось до 1996 года.

### «Иж М-306С»
Стереофонический двух-кассетный магнитофон 3-го класса, выпуск с 1990 года.
Магнитофон  с двумя лентопротяжными механизмами, один из которых работает в режимах записи или воспроизведения (отсек Б), а второй только в режиме воспроизведения (А). В магнитофоне была реализована функция синхростарта при перезаписи, последовательное воспроизведение, автоматическая регулировка уровня записи, система шумопонижения, эквалайзер, счетчик ленты с поиском паузы.  Производство магнитофона осуществлялось до 1998 года.

### «Иж РМ-207С»
Стереофоническая кассетная магнитола 2-го класса, выпуск с 1992 года.
Магнитола состоит из ДВ, СВ, УКВ (стерео) радиоприёмника и магнитофонной панели (аналогична пишущему карману магнитофона «ИЖ М-306»).

### «Иж РМ-305М»
Монофоническая кассетная магнитола 3-го класса, выпуск ориентировочно с 1996 года.
Магнитола собрана на основе магнитофона позднего выпуска «Иж М-305С», с добавлением блока радиоприёма в диапазоне УКВ.

### «Иж РМ-308С»
Стереофоническая двухкассетная магнитола 3-го класса, Выпуск с 1997 года.
Магнитола состоит из ДВ, СВ, УКВ (стерео) радиоприёмника. Она имеет два лентопротяжных механизма, один из которых работает в режимах записи или воспроизведения (отсек Б) а второй только в режиме воспроизведения (А).